# Hanno Prettner
Hanno Prettner (* 8. Juli 1951 in Klagenfurt) ist ein österreichischer Flugmodellsportler. In seiner Karriere hat Hanno Prettner 330 Wettbewerbe gewonnen.
Er war in der Zeit von 1971 bis 1993 siebenfacher Weltmeister in der Wettbewerbsklasse F3A (damals als RC-1 bezeichnet) der funkferngesteuerten Kunstflug-Motormodelle. Ebenso gewann er in den Jahren 1974 bis 1988 achtmal das Tournament of Champions in Las Vegas, die inoffizielle Profi-Weltmeisterschaft im Motorkunstflug. Durch eine Krankheit konnte er ab 1995 nicht mehr an Wettbewerben teilnehmen.
Er pflegte eine Freundschaft mit dem ebenfalls modellflugbegeisterten brasilianischen Formel-1-Rennfahrer Ayrton Senna, der ihn zum gemeinsamen Modellfliegen in Kärnten besuchte.